# El Circo
Albums de Maldita Vecindad
Maldita Vecindad
(1989) En vivo: Gira Pata de Perro
(1993)
El circo est un album de rock par Maldita Vecindad y los Hijos del Quinto Patio enregistré au Mexique.
Il fut lancé le 24 septembre 1991 sous le label discographique BMG.

## Liste des chansons
| 1.    | Pachuco           | 3:14 |
| 2.    | Un poco de sangre | 4:00 |
| 3.    | Toño              | 3:30 |
| 4.    | Solín             | 3:11 |
| 5.    | Kumbala           | 4:27 |
| 6.    | Un gran circo     | 4:11 |
| 7.    | Pata de perro     | 3:29 |
| 8.    | Crudelia          | 2:42 |
| 9.    | Mare              | 3:38 |
| 10.   | Otra              | 0:17 |
| 11.   | Querida           | 3:29 |
| 36:08 |                   |      |